# Vladimir Grisjetjkin
Vladimir Vladimirovitj Grisjetjkin (Владимир Гришечкин), född 1 januari 1965 i Toljatti i Sovjetunionen, är en rysk sjömilitär. Han är sedan 2021 chef för Huvuddirektoratet för undervattensforskning under Ryska federationens försvarsministerium.
Vladimir Grisjetjkin utexaminerades från Frunze militärakademi i Moskva 1987 och tjänstgjorde därefter 1987-1999 i den ryska marinens Stillahavsflotta.
Han har varit befälhavare på bland andra atomubåten K-150 Tomsk och var 2016–2017 chef för ubåtsstyrkorna vid  för Norra flottan och 2017–2021 stabschef och förste vice befälhavare för Norra flottan. År 2021 tillträdde han som chef för försvarsministeriets organisation för underrättelseinformation och specialoperationer under havsytan, Huvuddirektoratet för undervattensforskning, där han efterträdde Aleksej Burilitsjev.  Huvuddirektoratet för djuphavsforskning är den hemligaste organisationen inom Ryska federationens försvarsministerium och är engagerad i bland annat djuphavs- och oceanografisk forskning, sökning och räddning av sjunkna fartyg samt studier av effekten av stora djup på människans kropp.